# حديقة نيو فوريست

## جغرافيا
مساحة الحديقة تبلغ 570 كم مربع :
146 km2 (36,000 acres) of broadleaved woodland
- الأراضي العشبية 118 كم مربع.
- الأراضي المزروعة بالأزهار 33 كم مربع.
- إضافة إلى 84 كم مربع منذ القرن الثامن عشر، منها 80 كم مربع منذ أعوام العشرينات في القرن التاسع عشر.

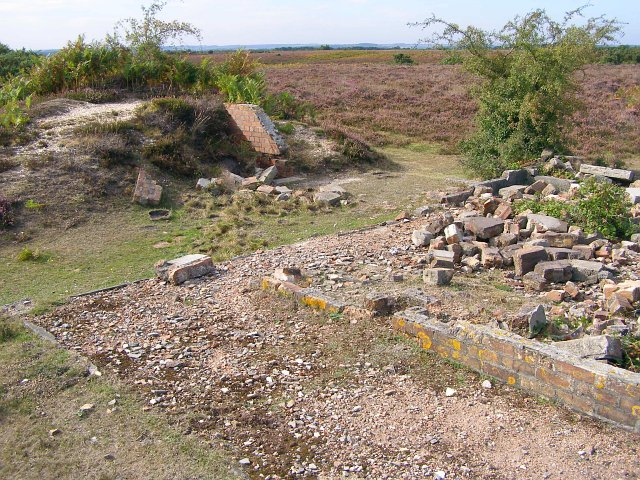
WW2 remains at Ibsley

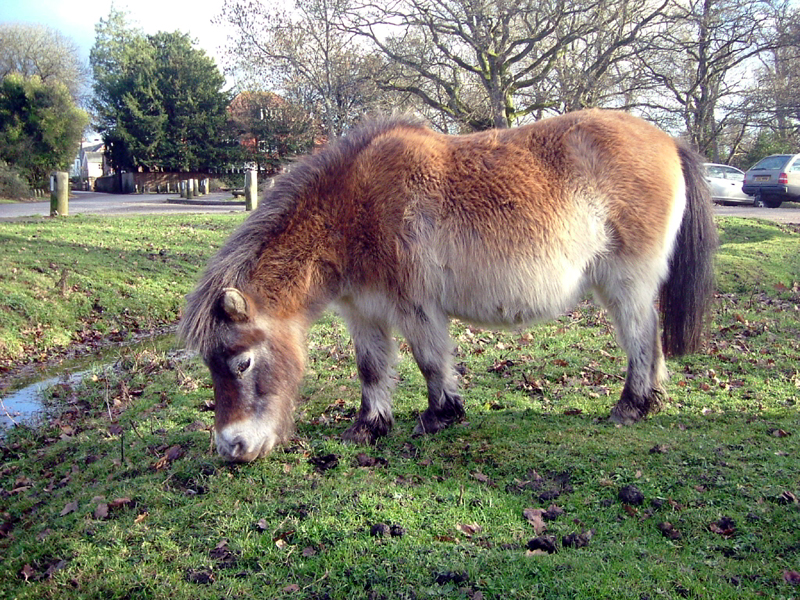
مهر في حديقة نيو فوريست

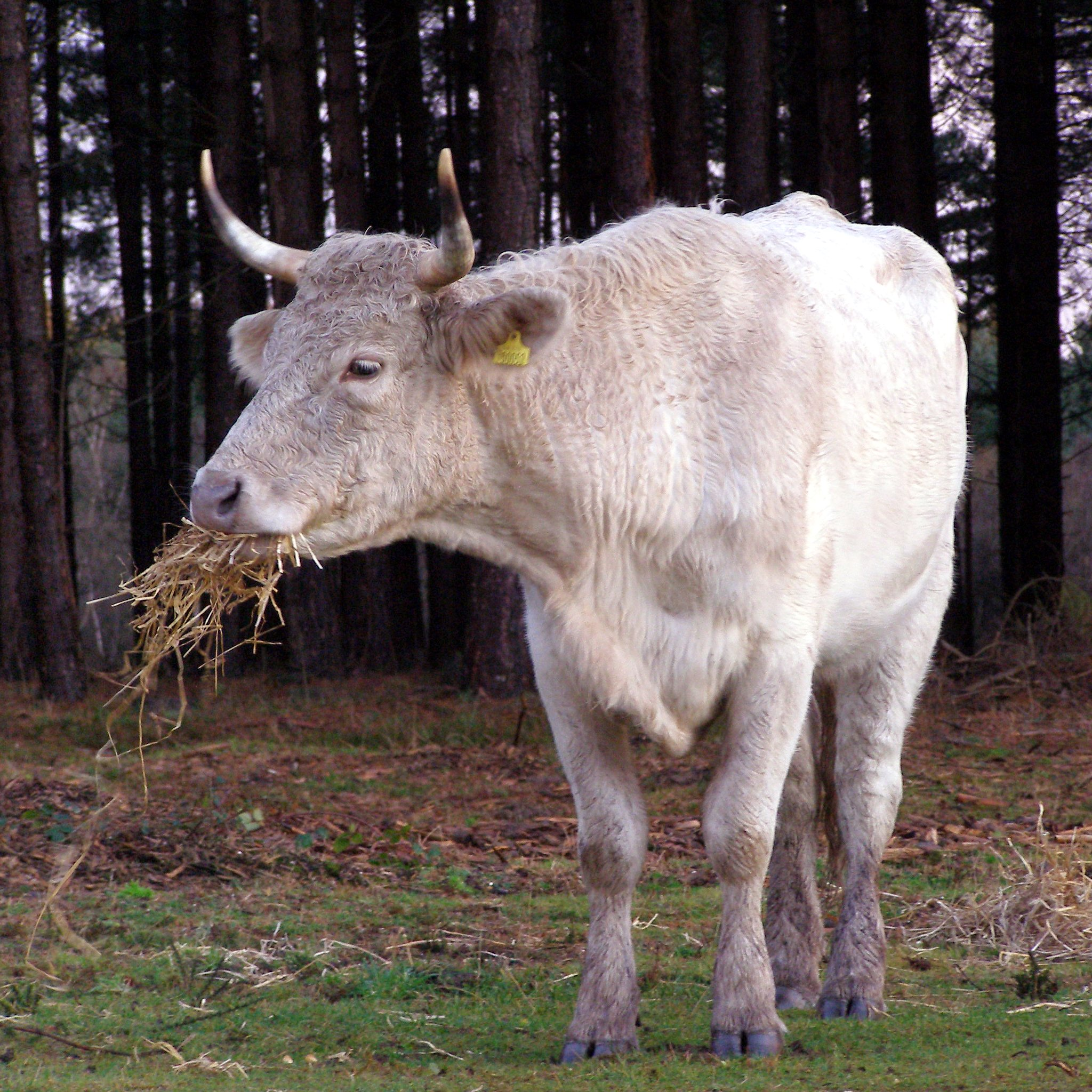
بقرة وهي تأكل

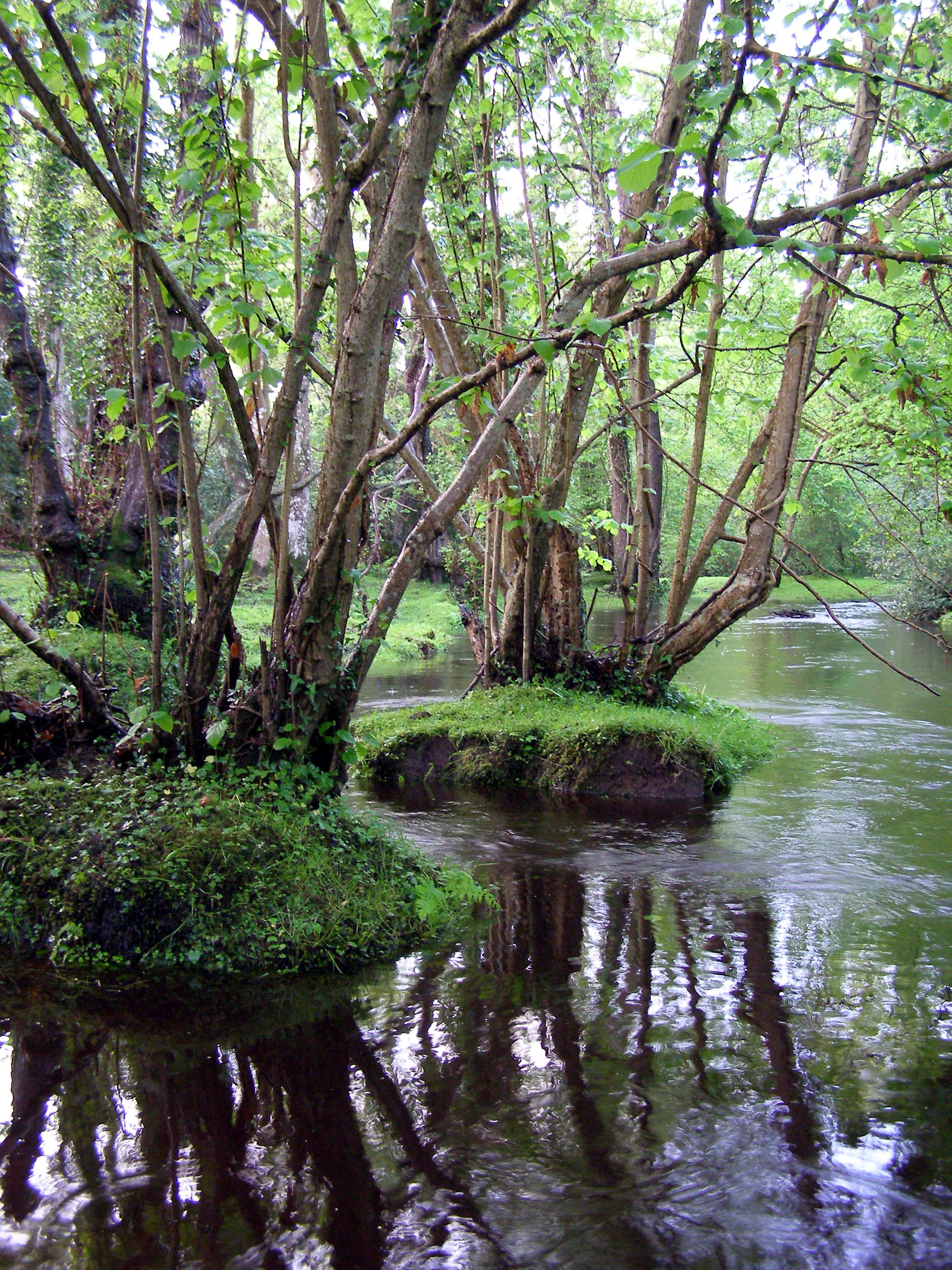
شجرات نمت في البحيرة